# 库莱布拉峡谷

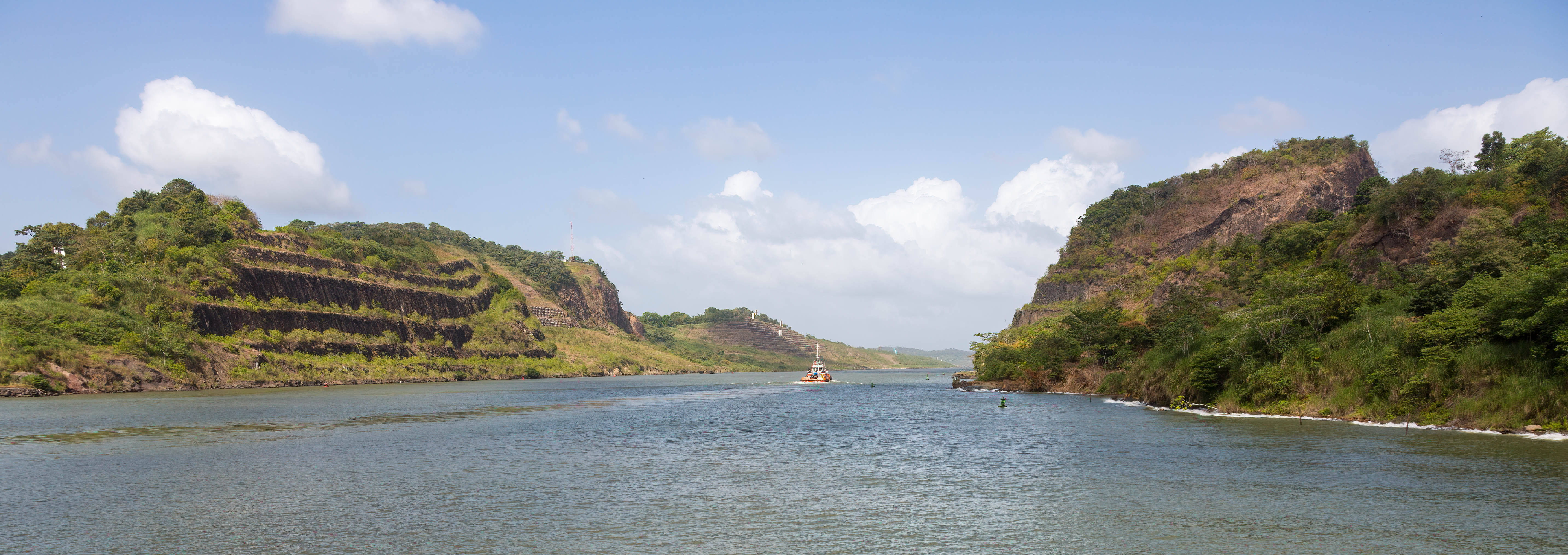
巴拿马运河库莱布拉峡谷，2020年1月

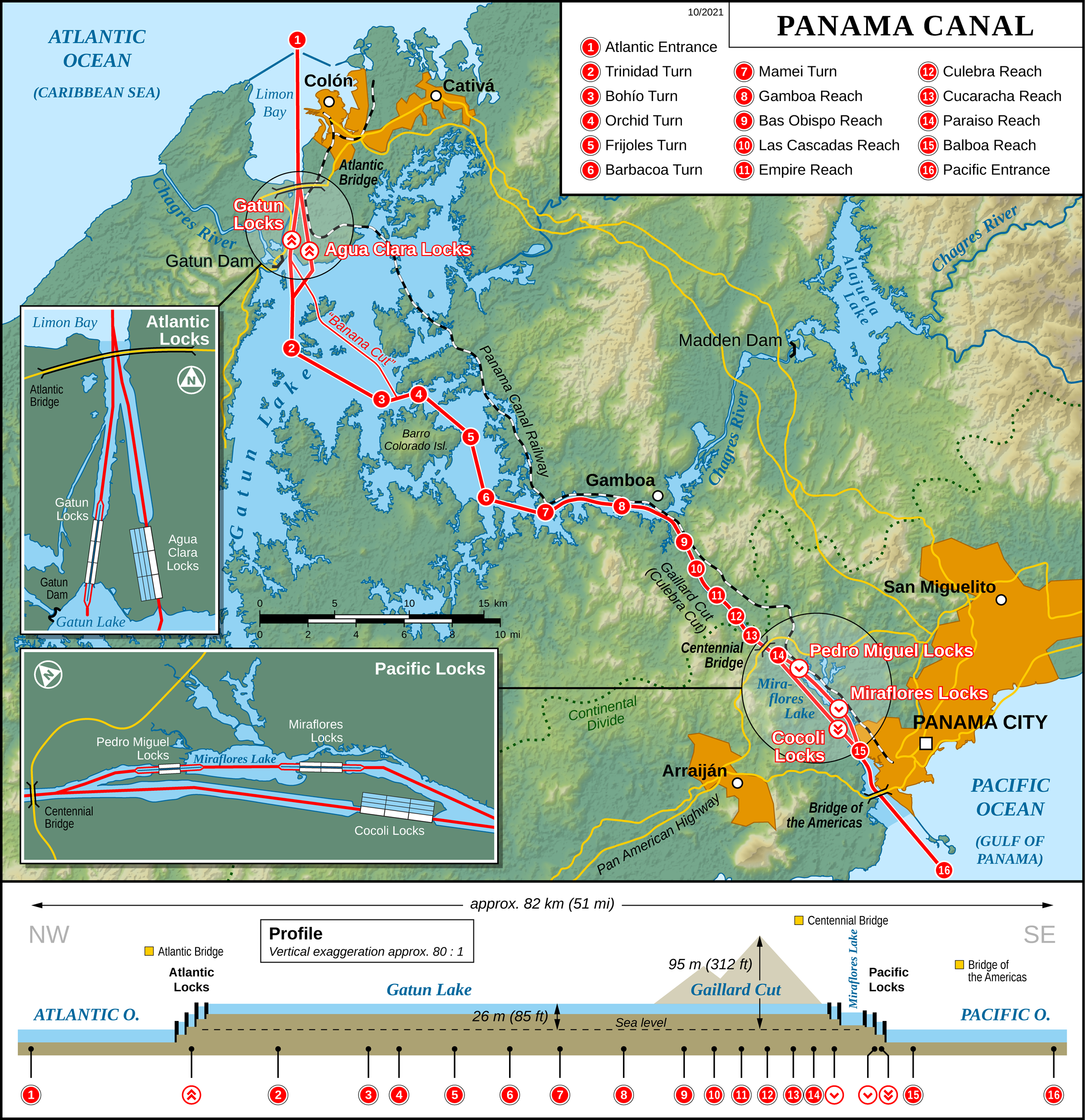
巴拿马运河平切面图，其中展示了库莱布拉峡谷的位置

库莱布拉峡谷（Culebra Cut），前称盖拉德峡谷（Gaillard Cut），是一条穿过巴拿马地峡的人工山谷。该峡谷是巴拿马运河的一部分，将大西洋一侧的加通湖与太平洋一侧的巴拿马湾连接起来。 从太平洋一侧的佩德罗·米格尔船闸到大西洋一侧加通湖支流的查格雷斯河总里程为12.6公里，水位为海拔26米。
峡谷的建造是当时最杰出的工程壮举之一。工程的巨大投入因工程对运河航运，尤其是对美国战略利益的重大意义而得到回报。
库莱布拉是峡谷穿过山体的名称，最初也适用于峡谷本身。1915年至2000年间，该峡谷被命名为“盖拉德峡谷”，以纪念领导该工程建设的美国少校戴维·杜博斯·盖拉德。2000年运河移交巴拿马后，名称被改回库莱布拉。

## 施工

### 法国主导的工程

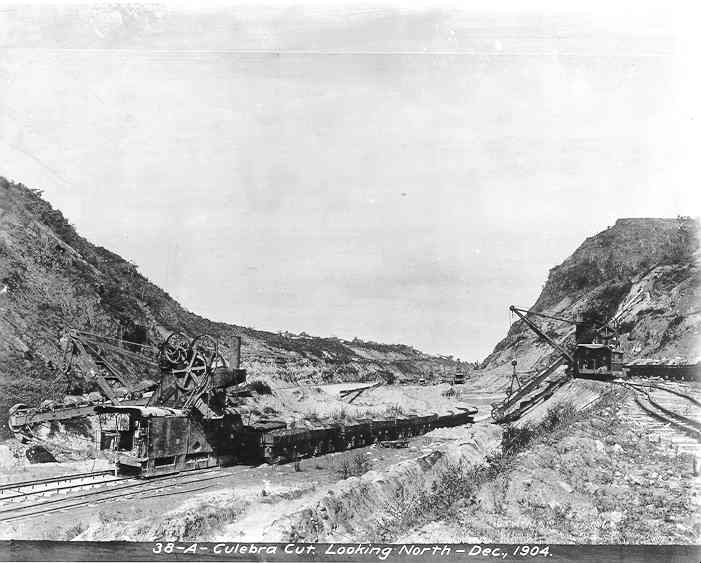
1904年12月法国移交后的库莱布拉峡谷工地

库莱布拉峡谷的开挖最初由斐迪南·德·雷赛布领导的一家法国企业实施，该企业试图在太平洋和大西洋之间修建一条底部宽为22米，与海平面平齐的运河。在库莱布拉的挖掘工作于1881年1月22日正式启动，但疾病、对工程困难的低估以及资金困难等因素结合，导致法国开挖峡谷的努力失败，该项目于1904年被美国收购。在移交时，法国人已开挖约14256000立方米的土石方，并将山顶从海拔64米降低到59米， 而开挖的宽度则相对较窄。

### 美国主导的工程

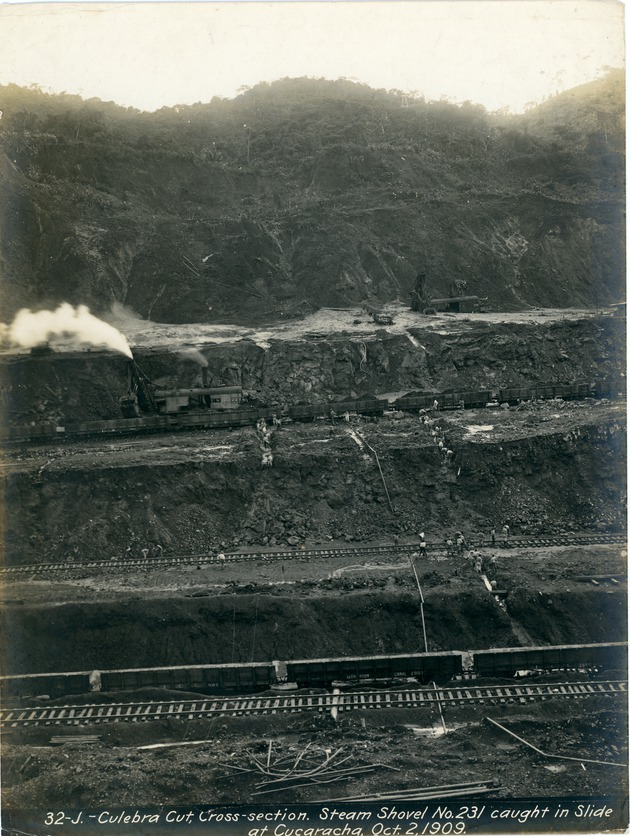
库莱布拉峡谷建设工地，1909年

美国于1904年5月4日接管该工程。在约翰·史蒂文斯以及后来的乔治·华盛顿·戈索尔斯领导下，美国将原先与海平面平齐的工程规划更改为高架船闸水道。与此对应，峡谷的宽度被设计得更宽，但深度相应降低。新工程规划的峡谷底部宽度为91米，而对应的开挖土方顶部宽将达到540米。为开挖该峡谷，大量新土方设备被引进。为清除大量土石废料，一套完备的铁路运输系统也得到修建。
美国陆军工程兵团的大卫·杜博斯·盖拉德少校与戈索尔斯同时加入该项目，并被任命为运河中心区的负责人，负责加通湖和佩德罗·米格尔船闸之间的所有工程，最知名的便是库莱布拉峡谷。盖拉德以奉献精神和安静、清晰的领导力来完成这项艰巨而复杂的任务。
峡谷开挖的工程量十分巨大。精心设计的（多套）空气压缩设施通过约30英里管道驱动数百台压缩空气钻机，钻孔时每月需要消耗400,000磅炸药用以爆破和破碎切口岩石，以便后续可以用蒸汽铲挖掘。大部分蒸汽铲由密尔沃基的比塞洛斯铸造和制造公司制造。数十列废渣列车将铲斗中的废渣运往19公里外的垃圾填埋场。通常每天会有160列火车从14公里外运来建设材料。铁路上繁重的运输工作需要高效的协调。最繁忙的时候，几乎每分钟就有一列火车进出站。
六千人为峡谷开掘工作，包括钻孔、放置炸药、控制蒸汽铲以及控制渣土列车。随着工程向前推进，铁轨也得到了迁建和延长。建设工程每天暂停两次以便于爆破，然后蒸汽铲搬离松散的渣土。工地上每天都需要填充和引爆600多个炸药孔。工程总炸药量达到了27000吨。在某些地方，单次引爆需要使用24吨炸药。

### 山体滑坡

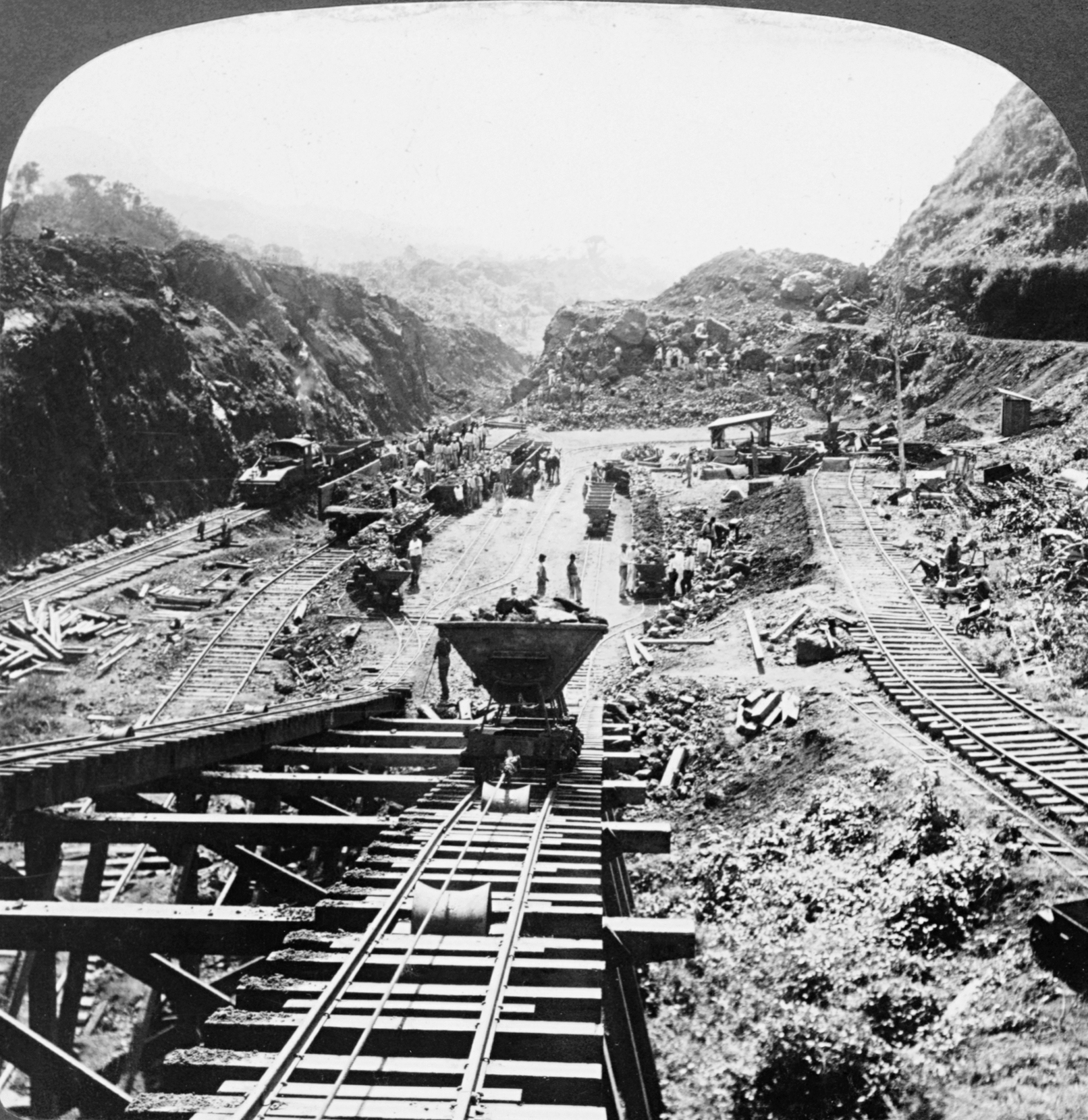
库莱布拉峡谷正在施工，1907年

由于大规模山体滑坡的不可预测性，库莱布拉峡谷是运河修建过程中不确定性最大的区域之一。国际咨询工程师委员会错误地认为岩石在73.5米高度，坡度为1比1.5的情况下将保持稳定。然而事实上，岩石在高度仅19.5（64英尺） 。造成这一误判的部分原因是由于水的渗透，下面的铁地层发生了不可预见的氧化，导致地层强度减弱，最终导致地层塌陷。沉积单元下面的页岩层的应变软化导致滑动的继续，因为滑动破坏后的强度降低。
第一次也是最大的一次主要滑坡于1907年发生在库卡拉查。最初的裂缝于1907年10月4日首次出现，紧随而来的是380000立方米粘土的块体崩坏。这次滑坡让许多人认为修建巴拿马运河是不可能的，而盖拉德将这些滑坡描述为由泥土而不是冰构成德热带冰川。粘土太软，无法用蒸汽铲挖掘，因此相当一部分都是通过从高处用水冲刷掉。

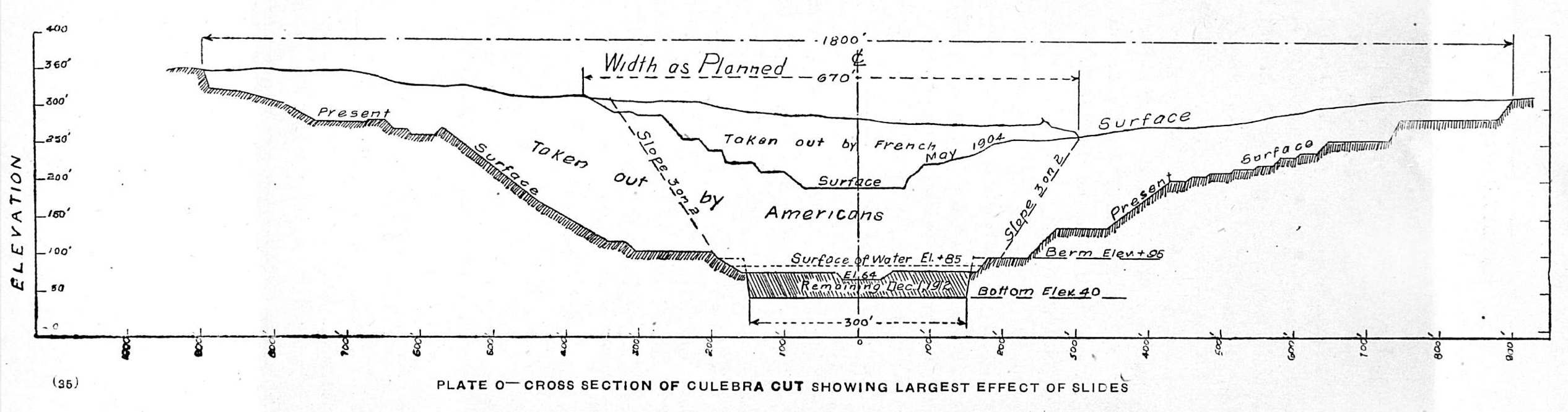
库莱布拉峡谷的横截面显示了山体滑坡的最大影响范围

此后，峡谷上层的沉积物被清除，从而减轻了松软地层的重量。运河开通后，山体滑坡仍然是导致运河不定期关闭的一项原因。

## 完工

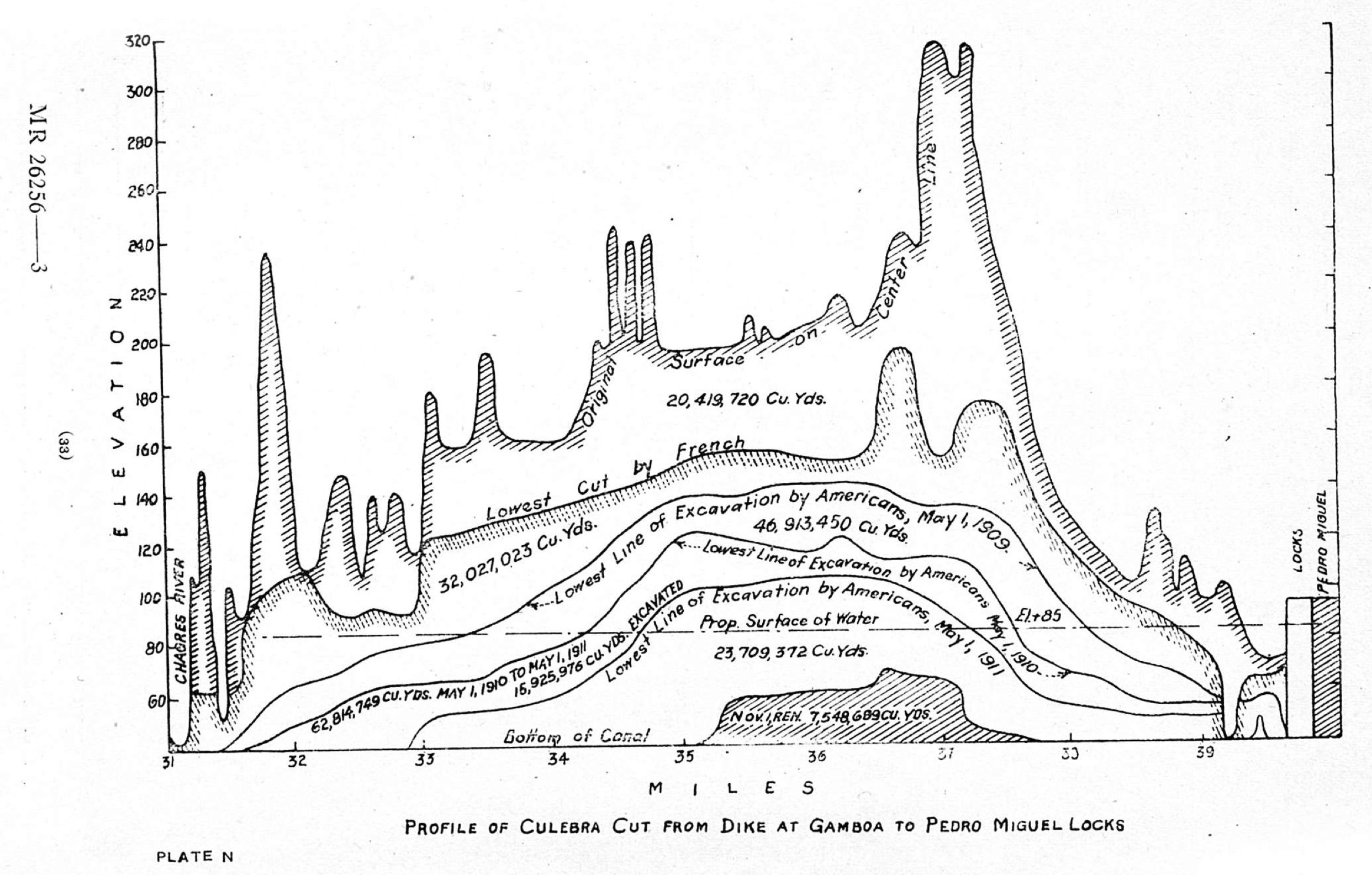
从甘博阿大坝到佩德罗·米格尔水闸的库莱布拉峡谷剖面图，显示了个各阶段的挖掘水平面

1913 年 5 月 20 日，蒸汽铲贯穿了库莱布拉峡谷。美国人将开挖位置的最高海拔从59米降低到了12米，同时大大拓宽。在挖掘过程中，总共开挖超过76 × 106立方（100 × 106立方碼）的土方。约23 × 106 m3（30 × 106 cu yd） 的挖掘量是计划外由于山体滑坡导致的额外挖掘量。
1913年，盖拉德晋升为上校。一个月后的12月5日，他因患脑瘤在马里兰州巴尔的摩去世，没能活着看到1914年运河开通。峡谷最初被称为库莱布拉峡谷，1915年4月27日更名为盖拉德峡谷，以纪念盖拉德对工程的贡献。2000年运河主权移交巴拿马后，旧名称库莱布拉峡谷又恢复使用。

## 扩展阅读
- 让泥土飞扬，修建巴拿马运河 （页面存档备份，存于），史密森尼学会图书馆，美国。
- 艾拉·E·贝内特，巴拿马运河的历史。
- 西奥多·罗斯福的遗产 — 巴拿马运河的存檔，存档日期2011-09-29. ，美国公共广播公司。

9°4′38″N 79°40′31″W / 9.07722°N 79.67528°W